# Tara Oceans

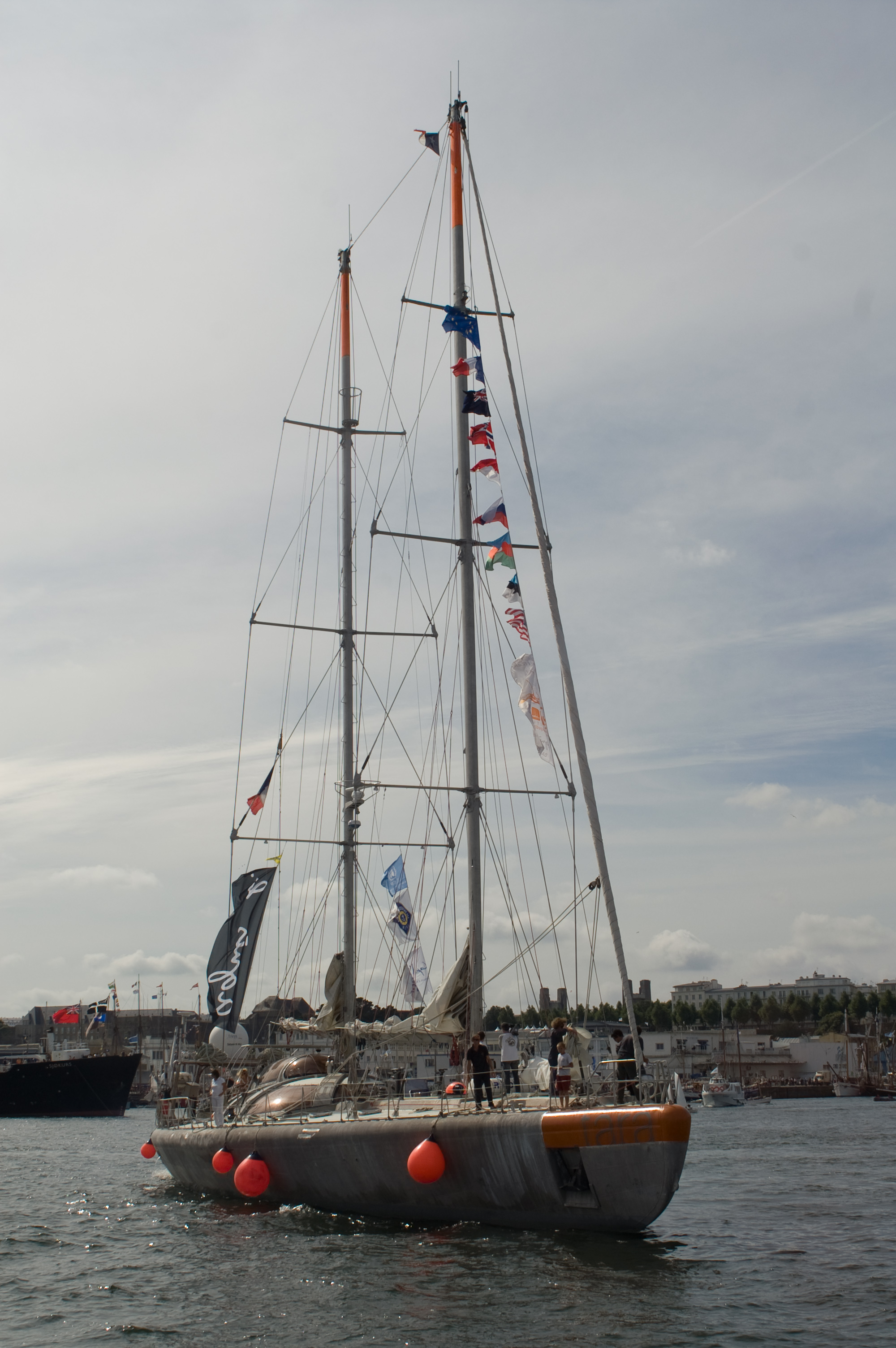
RV Tara, Brest, 2008

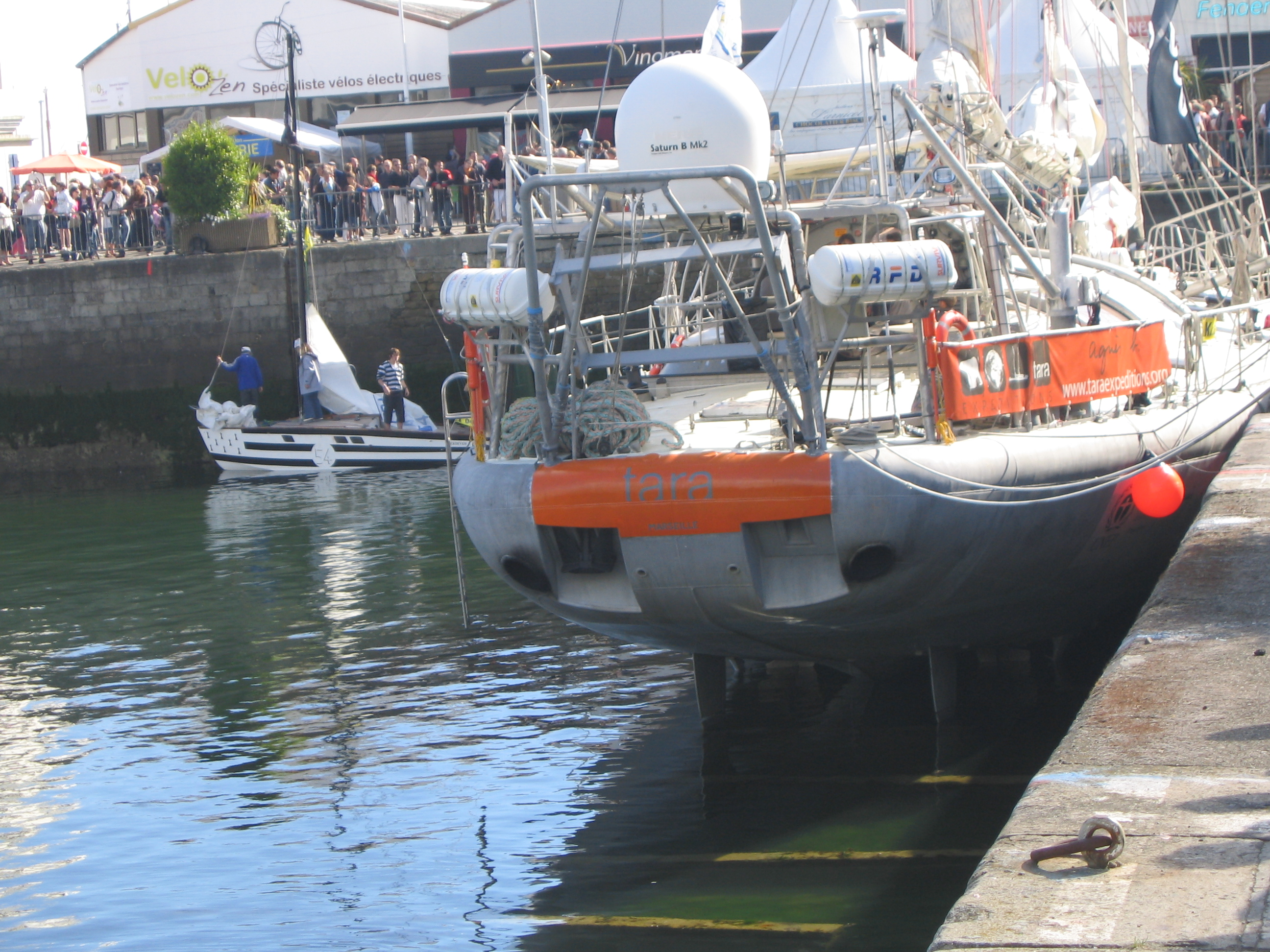
RV Tara

Tara Oceans – wyprawa badawcza na statku Tara, mająca na celu szczegółowe poznanie górnej warstwy oceanów – do 200 m głębokości. Badania koncentrują się m.in. na badaniu planktonicznych protistów i roślin, a zwłaszcza relacji fitoplanktonu ze zmianami stężenia dwutlenku węgla i związanym z nimi globalnym ociepleniem i zakwaszeniem wód. Wśród innych badanych zagadnień przewidywane są również badania raf koralowych. Rezultaty przeprowadzonych badań mogą przyczynić się do lepszego poznania wczesnych etapów ewolucji życia na Ziemi, globalnych cykli biogeochemicznych oraz zrozumienia funkcjonowania klimatu i skutków jego zmian.

## Pomysł i realizacja
Inicjatorem i współkierownikiem wyprawy jest Erik Karsenti, biolog molekularny i badacz Cell Biology and Biophysics Unit, jednostki European Molecular Biology Laboratory. Do wyprawy przygotowywał się od kilku lat. Musiał jednak czekać na odpowiedni statek przystosowany do tego typu ekspedycji. Idealnym typem była "Tara", lecz brała ona udział w wyprawie arktycznej w latach 2006–2008. Wyprawa nosiła nazwę Tara Arctic. Po zakończeniu wyprawy arktycznej "Tara" została przystosowana do nowej misji. Na statku zainstalowano m.in. sprzęt do pomiarów głębinowych oraz pobierania próbek wody.
Wyprawa rozpoczęła się we wrześniu 2009 roku i trwała do 2013 roku.
Sponsorem ekspedycji jest Program Środowiskowy Organizacji Narodów Zjednoczonych oraz firma odzieżowa agnès b.

## Badania i logistyka
Jednym z najważniejszych instrumentów na statku, służącym do badań naukowych jest CTD – conductivity temperature depth profiler. Służy on do pomiarów zasolenia i temperatury wody na różnych głębokościach. Na CTD zamontowano również specjalny aparat fotograficzny do robienia zdjęć w wysokiej rozdzielczości. Fotografuje on organizmy od 60 μm do 10 cm. Aparat może wykonywać do 25 zdjęć na sekundę. Przy pomocy CTD pobierane są również próbki wody. Pełni więc on funkcję batometru, batyfotometru, batykonduktografu, batytermografu i in. Codziennie będzie przeprowadzane 20 eksperymentów naukowych z 12 dziedzin nauki. Przy każdym pobycie w porcie zgromadzone próbki wody oraz filtraty (przechowywane w temp. -80 °C) przekazywane są firmie World Courier, która dostarcza je do European Molecular Biology Laboratory w Heidelbergu.
Na pokładzie "Tary" łącznie z załogą przebywa 15 osób – ekologów, oceanografów, biologów i fizyków, a także dziennikarzy. Aby jak najwięcej osób wzięło udział w tym projekcie, ustalono, że w każdym porcie, do którego zawinie "Tara", będzie wymienianych pięć osób. W cały projekt zaangażowanych jest ponad 100 naukowców z różnych dziedzin nauki oraz 22 koordynatorów.